# Bisdom New Ulm
Het bisdom New Ulm (Latijn: Dioecesis Novae Ulmae) is een rooms-katholiek bisdom met als zetel New Ulm, in de Amerikaanse staat Minnesota. Het bisdom is suffragaan aan het aartsbisdom Saint Paul and Minneapolis. 

## Geschiedenis
Het bisdom werd opgericht op 18 november 1957, uit delen van het aartsbisdom Saint Paul. 

## Parochies
Het bisdom had in 2021 een oppervlakte van 25.535 km2 en telde 279.681 inwoners waarvan 17,7% rooms-katholiek was.

## Bisschoppen
- Alphonse James Schladweiler (28 november 1957 - 23 december 1975)
- Raymond Alphonse Lucker (23 december 1975 - 17 november 2000)
- John Clayton Nienstedt (12 juni 2001 - 24 april 2007)
- John Marvin LeVoir (14 juli 2008 - 6 augustus 2020)
- Chad William Zielinski (12 juli 2022 - heden)

## Galerij van afbeeldingen

Wapen van het bisdom
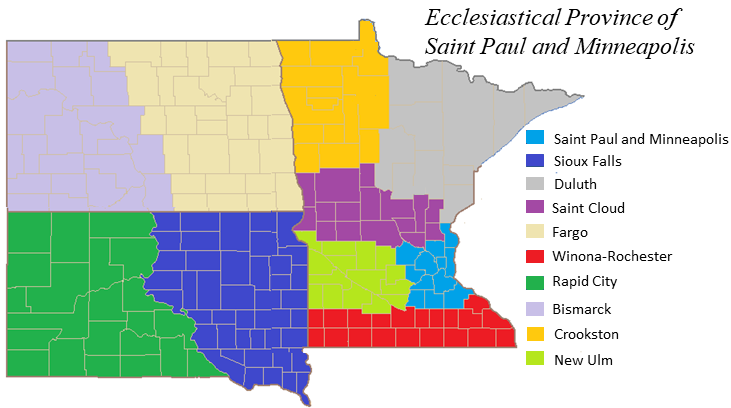
Kerkprovincie met aartsbisdom en suffragane bisdommen
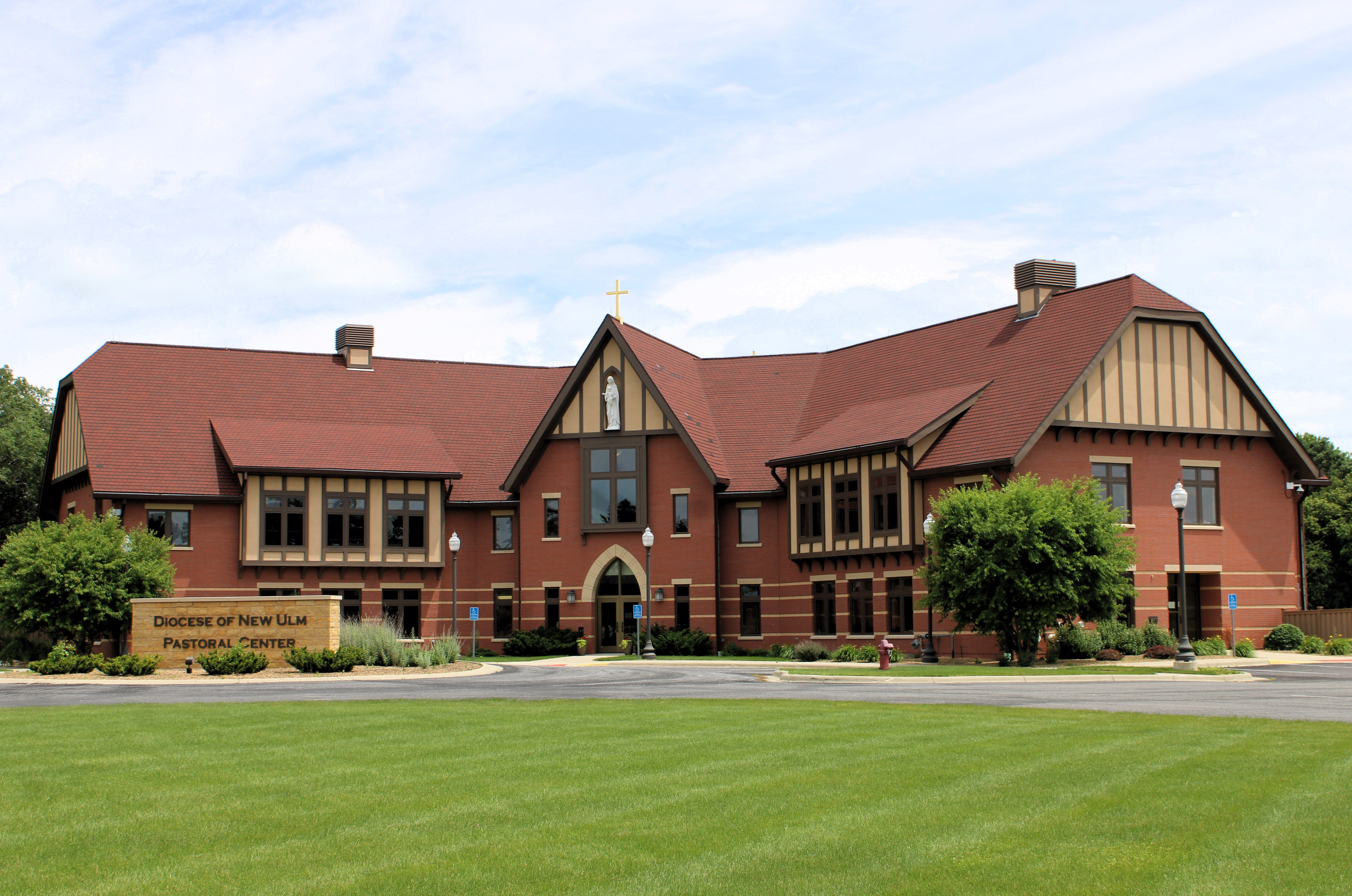
Pastoraal centrum
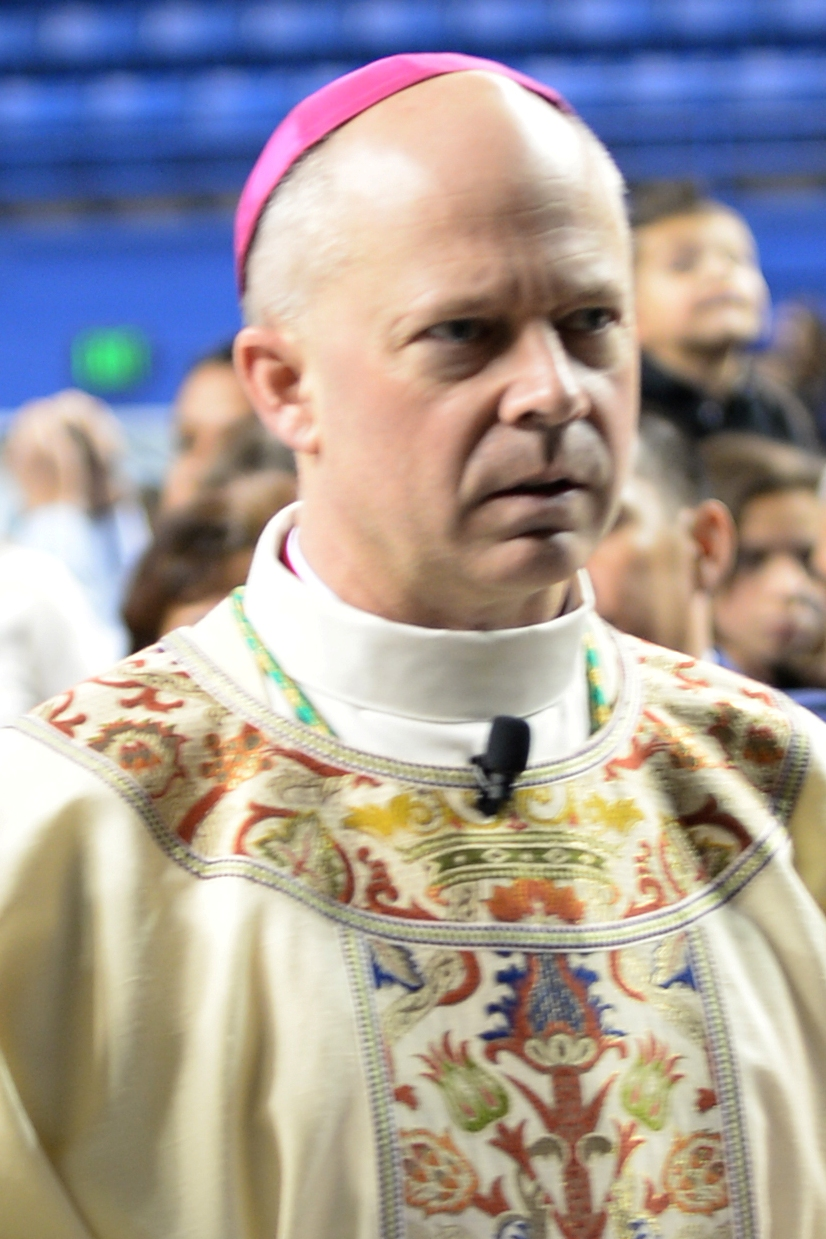
Bisschop Chad Zielinski (2022-heden)

Saint Paul and Minneapolis (aartsbisdom) · Bismarck · Crookston · Duluth · Fargo · New Ulm · Rapid City · Saint Cloud · Sioux Falls · Winona-Rochester